# Раммерсмат
Раммерсма́т (фр. Rammersmatt) — коммуна на северо-востоке Франции в регионе Гранд-Эст (бывший Эльзас — Шампань — Арденны — Лотарингия), департамент Верхний Рейн, округ Тан — Гебвиллер, кантон Серне. До марта 2015 года коммуна административно входила в состав упразднённого кантона Тан (округ Тан).
Площадь коммуны — 5,47 км², население — 213 человек (2006) с тенденцией к стабилизации: 213 человек (2012), плотность населения — 38,9 чел/км².

## Население
Численность населения коммуны в 2011 году составляла 220 человек, а в 2012 году — 213 человек.
| 1962 | 1968 | 1975 | 1982 | 1990 | 1999 | 2006 | 2008 | 2011 | 2012 |
| ---- | ---- | ---- | ---- | ---- | ---- | ---- | ---- | ---- | ---- |
| 153  | 134  | 152  | 166  | 169  | 180  | 213  | 222  | 220  | 213  |

Динамика населения:

## Экономика
В 2010 году из 155 человек трудоспособного возраста (от 15 до 64 лет) 119 были экономически активными, 36 — неактивными (показатель активности 76,8 %, в 1999 году — 64,8 %). Из 119 активных трудоспособных жителей работали 112 человек (62 мужчины и 50 женщин), 7 числились безработными (трое мужчин и четыре женщины). Среди 36 трудоспособных неактивных граждан 11 были учениками либо студентами, 16 — пенсионерами, а ещё 9 — были неактивны в силу других причин.
На протяжении 2011 года в коммуне числилось 90 облагаемых налогом домохозяйств, в которых проживало 211 человек. При этом медиана доходов составила 23763 евро на одного налогоплательщика.

## Достопримечательности (фотогалерея)

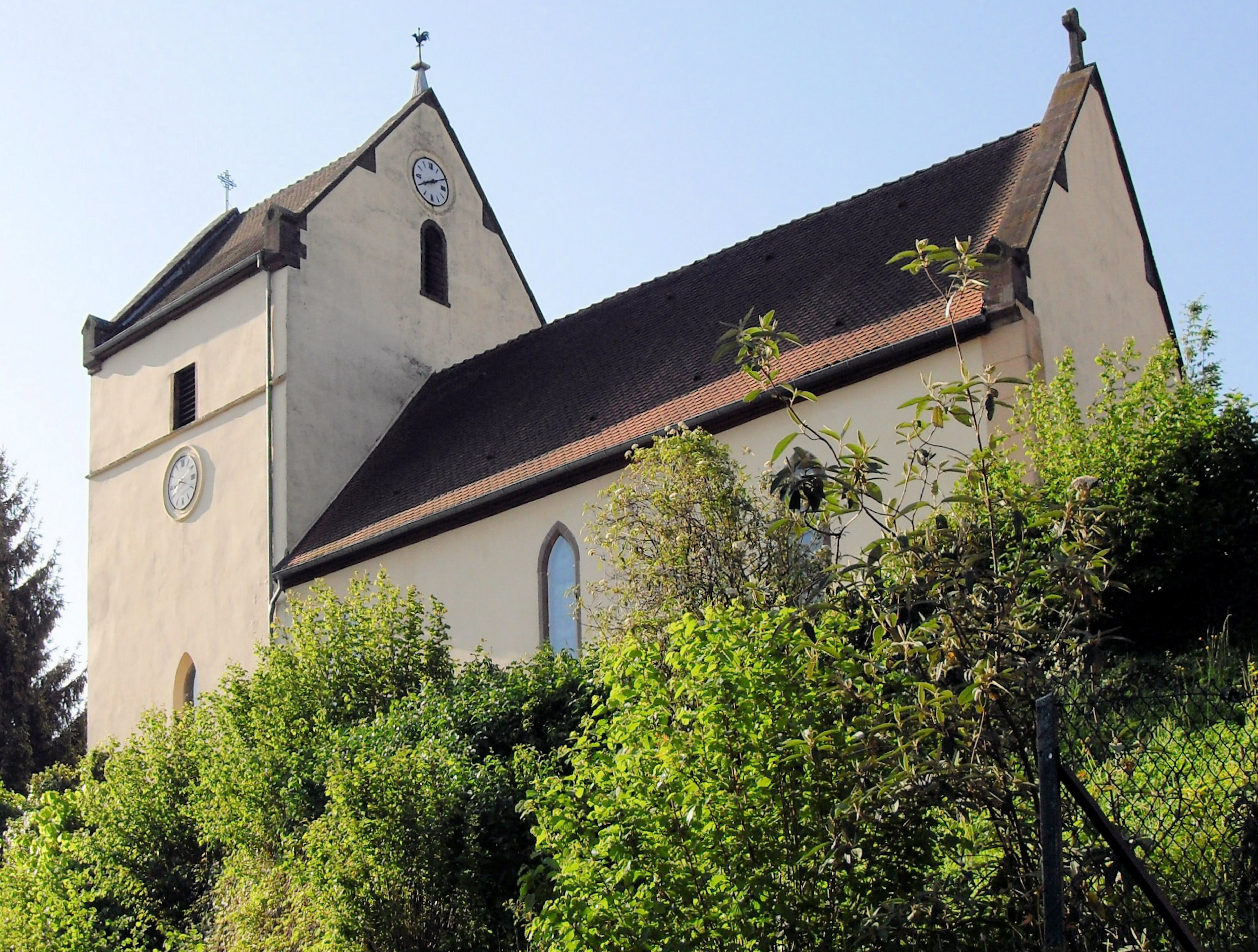
Церковь
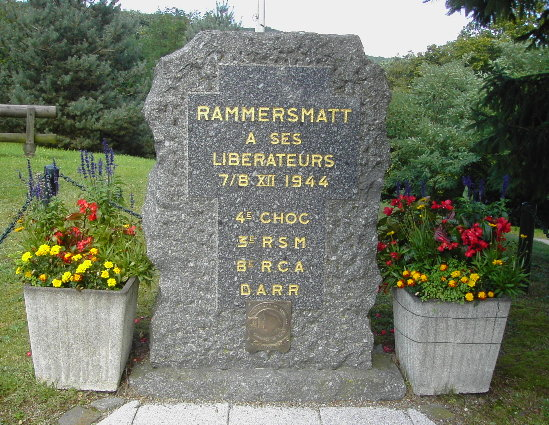
Стела освободителям Раммерсмата
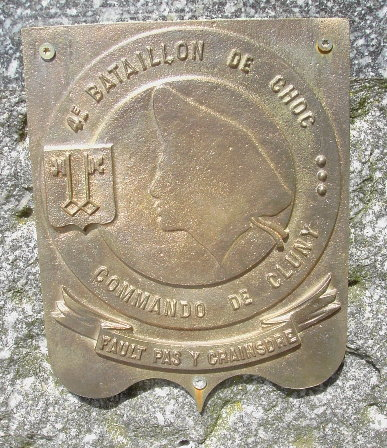
Эмблема